# Radost Bokel

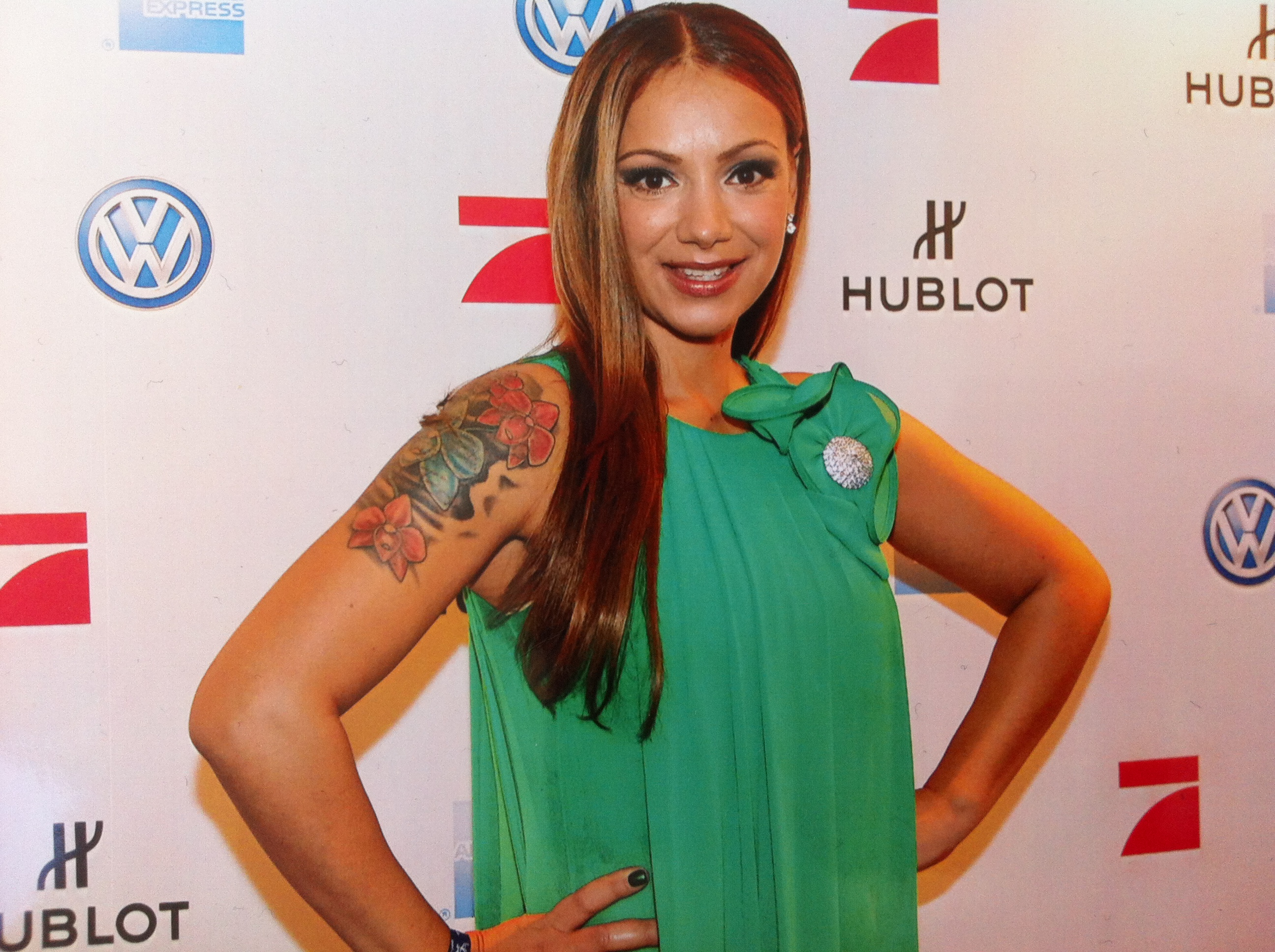
Radost Bokel bei „Movie meets Media“ 2012 in Hamburg

Radost Bokel (* 4. Juni 1975 in Bad Langensalza) ist eine deutsche Schauspielerin.

## Leben

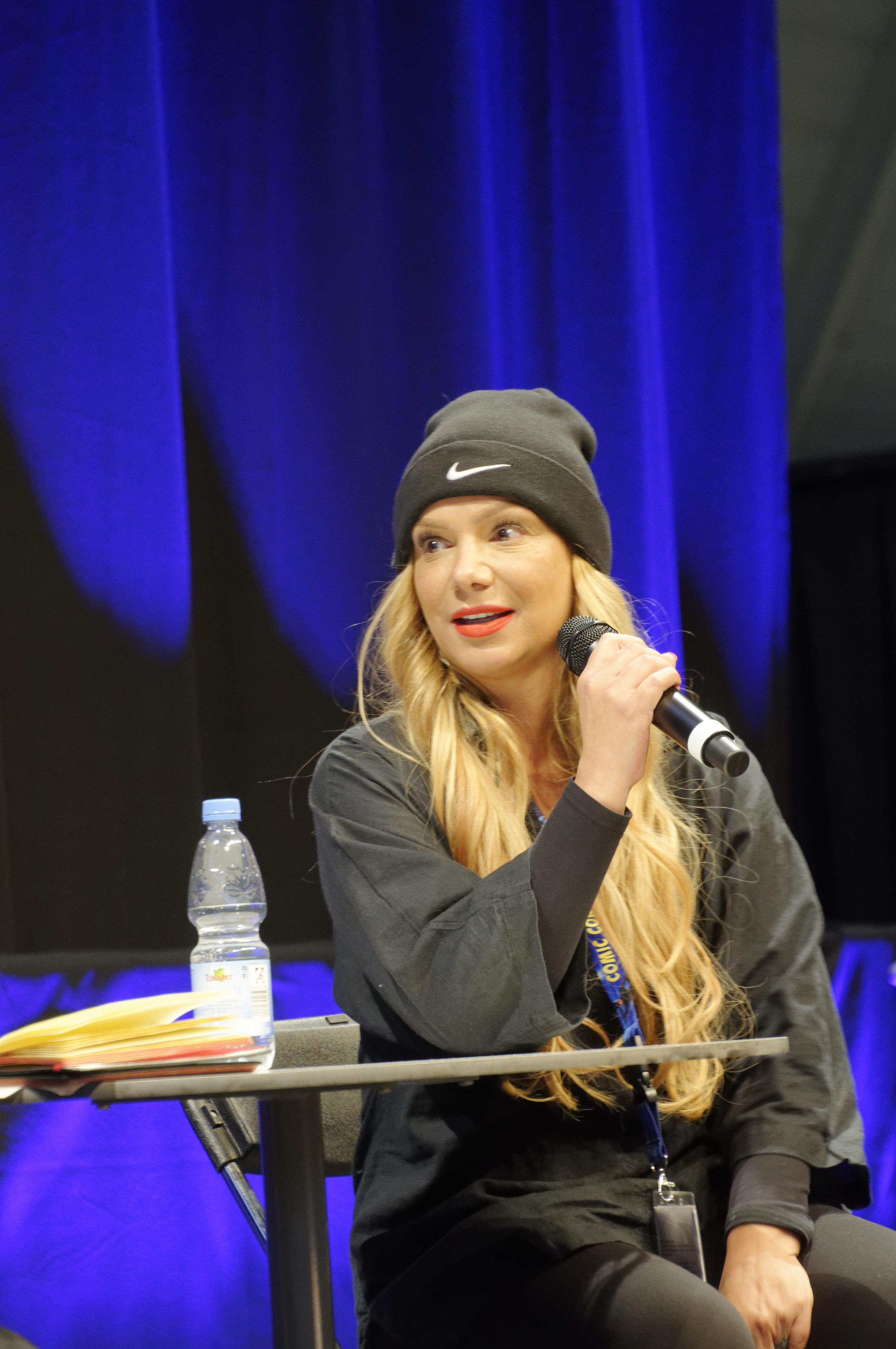
Radost Bokel auf der ComiCon 2021 in Stuttgart

Im Alter von fünf Jahren zog Radost Bokel 1980 mit ihrer Mutter und ihrem Bruder von ihrer Heimatstadt Halle (Saale) nach Frankfurt am Main, nachdem ihre Mutter einen Ausreiseantrag aus der DDR gestellt hatte. Ihr slawischer Vorname stammt von ihrem bulgarischstämmigen Vater, den sie jedoch nie kennenlernte. Nach eigenen Angaben hat Radost Bokel Roma-Wurzeln.
In Frankfurt am Main machte Bokel ihr Abitur am Gymnasium Schillerschule. Zu dieser Zeit sammelte sie erste Bühnenerfahrungen: Sie verbrachte die Nachmittage in einem Kinderhort, mit dem sie als Eliza in My Fair Lady sowie als Mogli im Dschungelbuch bei Aufführungen in Altersheimen auftrat.
Als Neunjährige bewarb sich Bokel bei einem Casting zur Besetzung der Titelrolle für die Verfilmung des Michael-Ende-Klassikers Momo. Das Casting fand in Frankfurt-Höchst im Haus von Rosemarie Fendel statt, die am Drehbuch mitwirkte, ebenso wie Michael Ende selbst. Bokel, die Jüngste unter Tausenden von Bewerberinnen, bekam die Rolle und verbrachte 1985 dreieinhalb Monate in der italienischen Filmstadt Cinecittà in Rom, wo der Kinofilm mit John Huston, Mario Adorf, Armin Mueller-Stahl und anderen in englischer Sprache gedreht wurde. Fendel stand ihr während der gesamten Drehzeit als Schauspielcoach und Mentorin zur Seite. Für die Rolle der Momo, die Bokel erstmals einer breiten Öffentlichkeit bekannt machte, wurde sie unter anderem mit dem Bambi (1986), dem François-Truffaut-Preis (1986) und dem Bravo Otto in Bronze (1986) ausgezeichnet.
1986 spielte Bokel bei der Kinoverfilmung von Johannes Mario Simmels Bitte laßt die Blumen leben an der Seite von Klausjürgen Wussow und Hannelore Elsner die kleine nach einem Unfall schwer körperbehinderte Patty. Eine weitere Kinoproduktion folgte 1997 mit Das Erste Semester, in der auch Christian Kahrmann mitwirkte.
1987 stand sie an der Seite von Schauspielern wie Andie MacDowell, Michael York und Ben Kingsley, der ihren Vater spielte, bei der internationalen Abenteuerserie Das Geheimnis der Sahara in Marokko vor der Kamera. Viele weitere Rollen in Fernsehproduktionen folgten, unter anderem in den Jahren 1988/1989 bei der Serie Rivalen der Rennbahn, für die Bokel mit Thomas Fritsch und Jutta Speidel drehte. Außerdem wirkte sie in diversen Krimiserien und -reihen mit, beispielsweise im Tatort, bei Der Fahnder, Wolffs Revier, SOKO Kitzbühel und von 2007 bis 2011 an der Seite von Rainer Hunold in Der Staatsanwalt.
Im Januar 2012 war Bokel Teilnehmerin der sechsten Staffel der RTL-Reality-Show Ich bin ein Star – Holt mich hier raus! und belegte den 7. Platz. Im Sommer 2012 spielte sie bei den Karl-May-Festspielen in Elspe die Rolle von Winnetous Schwester Nscho-tschi.
Neben ihrer Tätigkeit als Schauspielerin war Bokel bereits 1986 als Sprecherin tätig, indem sie dem Mädchen Roskva in dem dänischen Zeichentrickfilm Walhalla ihre Stimme lieh. Später folgten die Hörbücher Windträume des deutschen Drehbuchautors und Schriftstellers Jando und Cathy’s Book des US-amerikanisch-kanadischen Autors Sean Stewart. 2013 tourte sie, unterstützt durch den Schauspielerkollegen Jean-Marc Birkholz, mit einer Momo-Lesung durch Deutschland. 2004 veröffentlichte Bokel die Single Frei zu sein und erhielt, wie bereits 1997 in der Zeitschrift MAX (Juni-Ausgabe), eine Fotostrecke im Magazin FHM (November-Ausgabe 2004). 2008 folgte eine weitere Fotoserie in Maxim (Dezember-Ausgabe) und 2013 im Playboy (September-Ausgabe).
Aus der 2008 geschlossenen Ehe mit dem US-amerikanischen Soulsänger Tyler Woods hat sie einen 2009 geborenen Sohn. Die Ehe wurde 2015 geschieden und Bokel kehrte aus dem gemeinsamen Wohnsitz in North Carolina, USA wieder nach Deutschland zurück. Nach sieben Jahren Pause war sie 2022 in dem halbdokumentarischen Film Hanau von Regisseur Uwe Boll zu sehen, der den rassistisch motivierten Anschlag in Hanau 2020 behandelt und wo sie eines der Anschlagsopfer spielt. 2023 war sie Teilnehmerin bei First Dates.
Radost Bokel engagiert sich vor allem im Tierschutz, wobei sie die Organisationen BMT (Bund gegen Missbrauch der Tiere e. V.) und Tasso e. V. unterstützt. So besuchte sie beispielsweise 2012 ein Tierheim des BMT und fungierte 2012 als Schirmherrin der Tasso-Aktion „Goldene Pfote 2012“, die unter dem Motto „Tier und Kind“ stand.
Bokel lebt in Rodgau in Hessen.

## Filmografie
- 1986: Momo (Kinofilm)
- 1986: Bitte laßt die Blumen leben (Kinofilm)
- 1986: Walhalla (Zeichentrickfilm, Sprecherin)
- 1988: Das Geheimnis der Sahara (Fernseh-Miniserie, 4 Episoden)
- 1989: Rivalen der Rennbahn (Fernsehserie)
- 1989: Das Nest (Fernsehserie)
- 1989: Schuldig (Fernsehfilm)
- 1989: Tatort – Herzversagen
- 1990: Falsche Spuren (Fernsehfilm)
- 1991: Weißblaue Geschichten (Fernsehreihe, 3 Episoden)
- 1991: Eine Frau in den allerbesten Jahren (Fernsehreihe; Episode: Meeresbrise)
- 1993: Glückliche Reise – Dominikanische Republik (Fernsehreihe)
- 1994: Der Fahnder (Fernsehserie)
- 1994: Einsatz für Lohbeck (Fernsehserie; Episode „Taucherglück“)
- 1995: Wolffs Revier (Fernsehserie, 1 Episode)
- 1996: SK-Babies (Fernsehserie)
- 1996: Doppelter Einsatz (Fernsehserie; Episode: „Rallye mit Hindernissen“)
- 1997: Parkhotel Stern (Fernsehserie, 4 Episoden)
- 1997: Für alle Fälle Stefanie (Fernsehserie, 1 Episode)
- 1997: Das Erste Semester (Kinofilm)
- 1998: Dr. med. Mord (abschließender Fernsehfilm zur Serie „Der König“)
- 1999: First Love (Fernsehserie)
- 2003: Klinik unter Palmen (Fernsehserie, 4 Episoden)
- 2006: Das Traumhotel (Fernsehserie; Episode: „Seychellen“)
- 2006: SOKO Kitzbühel (Fernsehserie; Episode: „Der Lodenkönig“, 1 Episode)
- 2006: SOKO Rhein-Main (Fernsehserie, 1 Episode)
- 2007–2011: Der Staatsanwalt (Fernsehserie, 15 Episoden)
- 2013: Ein Fall für die Anrheiner (Fernsehserie, 1 Episode)
- 2015: Kreuzfahrt ins Glück (Fernsehserie; Episode: „Hochzeitsreise nach Montenegro“)
- 2022: Hanau: Deutschland im Winter – Part 1 (Dokudrama)

## Podcast
- 2018: Abgeschminkt & Unverblümt (bei Hit Radio FFH)[15] – zusammen mit Sabrina Setlur, Janina Russ und Evren Gezer

## Theater
- 2012: Karl-May-Festspiele Elspe (Rolle: Nscho-tschi)